# Anton Mindlin
Anton Vitàlievitx Mindlin (en rus: Антон Витальевич Миндлин, Khabàrovsk, Krai de Khabàrovsk, 9 de juliol de 1985) és un ciclista rus, ja retirat, que fou professional del 2004 al 2008. Es va especialitzar en el ciclisme en pista, modalitat en la què guanyà el Campionat del món júnior en persecució per equips.

## Palmarès en pista
- 2003
  -  Campió del món júnior en Persecució per equips (amb Mikhail Ignatiev, Nikolai Trússov i Kirill Demura)
  -  Campió d'Europa júnior en Persecució per equips, amb Mikhaïl Ignàtiev, Nikolai Trússov i Vladímir Issàitxev